# Mimoclystia limonias
Mimoclystia limonias là một loài bướm đêm trong họ Geometridae.